# Oak Island (Carolina del Nord)
Oak Island è un comune degli Stati Uniti d'America, situato in Carolina del Nord, nella contea di Brunswick.